# Omar Azziman
Omar Azziman (àrab: عمر عزيمان, ʿUmar ʿAzzīmān) (Tetuan, Marroc, 17 d'octubre de 1945) és un polític, diplomàtic i jurista marroquí. De 2004 a 2010 fou ambaixador del Marroc a Espanya. Fou substituït per Ahmed Ould Souilem.
Doctorat en Dret per la Universitat de Niça, ha estat professor en diverses universitats àrabs i europees, sent des de 1996 titular de la Càtedra UNESCO de Drets Humans de la Universitat de Mohammed V i membre de l'Acadèmia del Regne del Marroc. És fundador i President de l'Associació Marroquí de Drets Humans.
Amb anterioritat fou Ministre delegat davant del Primer Ministre en matèria de drets humans (1993-1995) i Ministre de Justícia (1997-2002).
Entre les seves condecoracions es troben el Wissam Al Arch (1995), el Gran Cordó de l'Orde del Mèrit de Portugal (1998), Comandant de la Legió d'Honor de França (1999) i la Gran Creu de l'Orde del Mèrit Civil d'Espanya (2000).